# Rassenlijst Bomen
De Rassenlijst Bomen is een door de Nederlandse overheid opgestelde lijst met de namen van boomsoorten die voor aanplant in verschillende situaties worden aanbevolen.

## Definitie
De Rassenlijst Bomen biedt informatie over de genetische kwaliteit van bomen, de kwaliteitsbewaking van uitgangsmateriaal (rassen en zaadopstanden), autochtone herkomsten en allerhande zaken die daarmee samenhangen. Onder uitgangsmateriaal wordt verstaan de opstand of de zaadbron waaruit het teeltmateriaal afkomstig is. Het kan ook de moederplant (van een ras) zijn waarvan vegetatieve delen afkomstig zijn voor de productie van klonaal materiaal. Een zaadopstand is bos of beplanting waar zaad van geoogst kan worden. De Rassenlijst Bomen is een hulpmiddel bij de aanplant van openbaar groen, landschappelijke beplantingen en bossen. Voor zulke aanplant is het belangrijk om de juiste kwaliteit plantgoed te selecteren, omdat de groei van bomen een zaak van lange adem is en een keuze dus lang doorwerkt.

## Totstandkoming
De Rassenlijst Bomen komt tot stand onder verantwoordelijkheid van de Raad voor plantenrassen met behulp van vertegenwoordigers uit de gelederen van kwekers, afnemers, wetenschappelijk onderzoek en beleid. De lijst is afgestemd op de EU-bosbouwrichtlijn (1999/105/EG) met betrekking tot het verhandelen van teeltmateriaal voor bosbouwkundig gebruik. Deze richtlijn is in Nederland uitgewerkt in de Zaaizaad- en plantgoedwet.
Alle lidstaten van de EU zijn volgens deze Europese richtlijn verplicht een Rassenlijst op te stellen en deze periodiek te herzien, maar ze mogen zelf een redelijke termijn bepalen. Nederland hanteert hiervoor een termijn van vijf jaar, dus elke vijf jaar komt er een herziene Rassenlijst Bomen uit. Dit werd tot en met de achtste editie (uit 2007) in boekvorm gedaan. Herziening gebeurt sinds 2012 digitaal en online met als groot voordeel dat tussentijdse wijzigingen vrijwel meteen zijn door te voeren, zodat de informatie over opstanden en eigenaren altijd actueel is. Daarnaast heeft het online uitbrengen als voordeel dat de lijst makkelijker en gratis beschikbaar is voor gebruikers.

## Opgenomen soorten
De Europese verplichting om de Rassenlijst op te stellen geldt uitsluitend voor richtlijnsoorten, maar de Raad heeft ervoor gekozen om ook niet-richtlijnsoorten van autochtone herkomst op te nemen in de lijst. Deze laatste vallen in de categorie 'van bekende origine' (SI, source identified).

## Categorieën
Er worden 4 verschillende categorieën teeltmateriaal in de rassenlijst onderscheiden.
Dit maakt de lijst toegankelijk voor alle groenvoorzieners, werkzaam in bos, natuur en landschap.
Categorie 'Van bekende origine' (SI, source identified)Deze categorie bestaat uit teeltmateriaal, afgeleid van uitgangsmateriaal van autochtone herkomst, met een grootte van minimaal 30 genetisch verschillende individuen. Hierdoor kunnen autochtone herkomsten gecertificeerd in de handel worden gebracht, zonder dat voldaan hoeft te worden aan houtteeltkundige criteria die voor autochtoniteit minder relevant zijn, zoals rechtheid van de stam en een bepaalde vorm van betakking. De bosbouwkundige kwaliteit van autochtoon uitgangsmateriaal ligt in de ecologische waarde ervan. Dit materiaal is aangepast aan het Nederlandse klimaat waarbij een wisselwerking met de omgeving is ontstaan. Hierbij valt te denken aan de verschillende bloeitijdstippen en het uitlopen van bomen en struiken, in samenhang met de flora en fauna in de omgeving (insecten, vogels en bodemplanten). Bij het gebruik van teeltmateriaal in bos met een natuurdoelstelling en in natuurterreinen is deze ecologische kwaliteit van cruciaal belang. Het gebruik van materiaal uit andere streken zou de samenhang ernstig kunnen verstoren. Nederland is internationale verplichtingen aangegaan om de biodiversiteit in stand te houden. Dat betekent dat autochtoon materiaal geregistreerd moet zijn en gebruikt moet worden onder toezicht van Naktuinbouw (zie Kwaliteitscontrole).
Categorie 'Geselecteerd' (S, selected)Teeltmateriaal uit de categorie 'geselecteerd' is geschikt voor aanplant op basis van bepaalde erfelijke eigenschappen. Hiervoor is de ouderopstand beoordeeld, niet het teeltmateriaal zelf. Afhankelijk van de boomsoort is gelet op boomvorm, betakking en verdere groei- en gezondheidsaspecten van alle bomen in de opstand.
Categorie 'Gekeurd' (Q, qualified)Teeltmateriaal is ingedeeld bij de categorie 'gekeurd' als de bomen individueel zijn beoordeeld volgens bovenstaande criteria. Bovendien zijn die bomen klonaal (dus vegetatief) vermeerderd ten behoeve van de teelt of de aanleg van zaadgaarden. Op individueel niveau zijn erfelijke eigenschappen nog meer bepalend voor de bosbouwkundige geschiktheid dan op populatieniveau.
Categorie 'Getest' (T, tested)Voor opname in de categorie 'getest' moeten nakomelingen van de verschillende ouderopstanden in aangelegde proefvelden met elkaar en met een bekende standaard zijn vergeleken. Ditzelfde geldt voor klonen. Slechts die ouderopstanden (herkomsten) en klonen die op deze wijze hun meerwaarde hebben bewezen, worden opgenomen in deze categorie. Behalve eerder genoemde criteria zijn hiervoor het tijdstip van uitlopen en het slagingspercentage na aanleg extra beoordelingscriteria. Deze laatste twee criteria bepalen in hoge mate de aangepastheid van het teeltmateriaal aan het Nederlandse klimaat.

## Procedure van toelating
Sinds 2006 beslist de Raad voor plantenrassen over de samenstelling van de Rassenlijst waar het EU-richtlijnsoorten (soorten die onder de Europese richtlijn vallen) betreft. Wanneer het gaat om de toelating van niet-richtlijnsoorten ligt de verantwoordelijkheid bij adviescommissie Rassenlijst Bomen.
Het Centrum voor Genetische Bronnen Nederland (CGN) voert voor iedere toelating onderzoek uit en adviseert op basis hiervan de Raad. De criteria voor dit onderzoek hebben betrekking op de groei, vorm en een bepaalde vorm van betakking, gezondheid, aangepastheid aan de Nederlandse klimaatomstandigheden en autochtoniteit. Bovendien beoordeelt het CGN of de genetische diversiteit van de populaties voldoende groot is.
Verzoeken voor toelating van uitgangsmateriaal (rassen en opstanden) in een bepaalde categorie kunnen worden ingediend bij het CGN. Voor richtlijnsoorten zet de VBNE (Vereniging van Bos- en Natuurterrein Eigenaren) het verzoek om in een aanvraag bij de Raad voor plantenrassen, vergezeld van een advies. De Raad beslist vervolgens of de opstand wordt toegelaten of niet.
Voor niet-richtlijnsoorten beslist de adviescommissie zelf over toelating in de categorie 'van bekende origine' (SI).

## Kwaliteitscontrole
De kwaliteitscontrole op uitgangsmateriaal wordt door de Naktuinbouw (Stichting Nederlandse Algemene Kwaliteitsdienst Tuinbouw) geregeld.
Naktuinbouw ziet toe op het naleven van de bepalingen uit de EU-bosbouwrichtlijn. Dat begint bij de zaadoogst. Hierbij schrijft Naktuinbouw een basiscertificaat uit waarop de relevante herkomstgegevens staan, de betreffende categorie uit de Rassenlijst en de hoeveelheid zaad. Dit certificaat blijft gedurende de hele teelt gekoppeld aan de partij planten die uit dat zaad zijn gekweekt.
Bij het afleveren van een partij plantmateriaal wordt door de kweker een leverancierscertificaat meegeleverd. Met het certificaat heeft de afnemer zekerheid over de gewenste houtteeltkundige en/of ecologische kwaliteit. Dit draagt bij aan het duurzaam aanleggen en beheren van bossen en beplantingen in de hele EU. De EU-richtlijn en de Zaaizaad- en plantgoedwet zijn dus niet bedoeld als administratieve en/of bureaucratische drempel in de handel en het gebruik van plantmateriaal, maar voor het garanderen van de kwaliteit van te gebruiken plantmateriaal.

## Richtlijnsoorten
Richtlijnsoorten (soorten die onder de EU-bosbouwrichtlijn vallen) zijn:
- Abies: gewone zilverspar (Abies alba), Griekse zilverspar (Abies cephalonica), reuzenzilverspar (Abies grandis) en Spaanse zilverspar (Abies pinsapo)
- Acer: Noorse esdoorn (Acer platanoides) en gewone esdoorn (Acer pseudoplatanus)
- Alnus: zwarte els (Alnus glutinosa) en witte els (Alnus incana)
- Betula: ruwe berk (Betula pendula) en zachte berk (Betula pubescens)
- Carpinus: haagbeuk (Carpinus betulus)
- Castanea: tamme kastanje (Castanea sativa)
- Cedrus: Atlasceder (Cedrus atlantica) en Libanonceder (Cedrus libani)
- Fagus: beuk (Fagus sylvatica)
- Fraxinus: smalbladige es (Fraxinus angustifolia) en es (Fraxinus excelsior)
- Larix: Europese lork (Larix decidua), Larix × eurolepis, Japanse lariks (Larix kaempferi) en Siberische lariks (Larix sibirica)
- Picea: fijnspar Picea abies en sitkaspar (Picea sitchensis)
- Pinus: Turkse den (Pinus brutia), Canarische den (Pinus canariensis), alpenden (Pinus cembra), Pinus contorta, aleppoden (Pinus halepensis), Pinus leucodermis, zwarte den (Pinus nigra), zeeden (Pinus pinaster), parasolden (Pinus pinea), Montereyden (Pinus radiata) en grove den (Pinus sylvestris)
- Populus (soorten en kunstmatige hybriden hiervan). Uitsluitend Populus-rassen die in de Rassenlijst Bomen staan, mogen verhandeld worden (deze beperking geldt niet voor typische sierbomen). Opname van Populus-rassen in de lijst is alleen toegestaan als deze voldoen aan de EU-eisen voor de categorie 'gekeurd' of 'getest'.
- Prunus: zoete kers (Prunus avium)
- Pseudotsuga: douglasspar (Pseudotsuga menziesii)
- Quercus: moseik (Quercus cerris), steeneik (Quercus ilex), wintereik (Quercus petraea), donzige eik (Quercus pubescens), zomereik (Quercus robur), Amerikaanse eik (Quercus rubra en kurkeik (Quercus suber)
- Robinia: Robinia (Robinia pseudoacacia)
- Tilia: kleinbladige linde (Tilia cordata) en grootbladige linde (Tilia platyphyllos)

## Bron
- Vakblad Natuur Bos Landschap